# Nordiska hus
Nordiska hus (danska: Enestående nordiske huse) var en dansk TV-serie om modernistisk svensk och dansk arkitektur, med utgångspunkt i Gunnar Asplunds verk. I seriens sex avsnitt beskrevs vardera ett skandinaviskt enfamiljshus, vilket hade byggts mellan 1930 och 1960. Programledare var Eva Harlou, med biträde av Michael Sheridan.
Serien producerades 2012 och visades för första gången i Danmark 2013 och i Sverige 2015.

## Förevisade hus
- Avsnitt 1: Stennäs sommarhus, Gunnar Asplunds eget fritidshus i Sorunda socken
- Avsnitt 2: Varminghuset i Gentofte norr om Köpenhamn av Eva och Nils Koppel
- Avsnitt 3: Villa Tesdorpf i Skövde av Ralph Erskine
- Avsnitt 4: Villa Prenker i Kungsör av Bruno Mathsson
- Avsnitt 5: Halldor Gunnløgssons eget bostadshus vid Strandvejen i Rungsted, norr om Köpenhamn
- Avsnitt 6: Villa Exner, Inger och Johannes Exners egna bostadshus i Skodsborg, norr om Köpenhamn